# Токен местного жителя

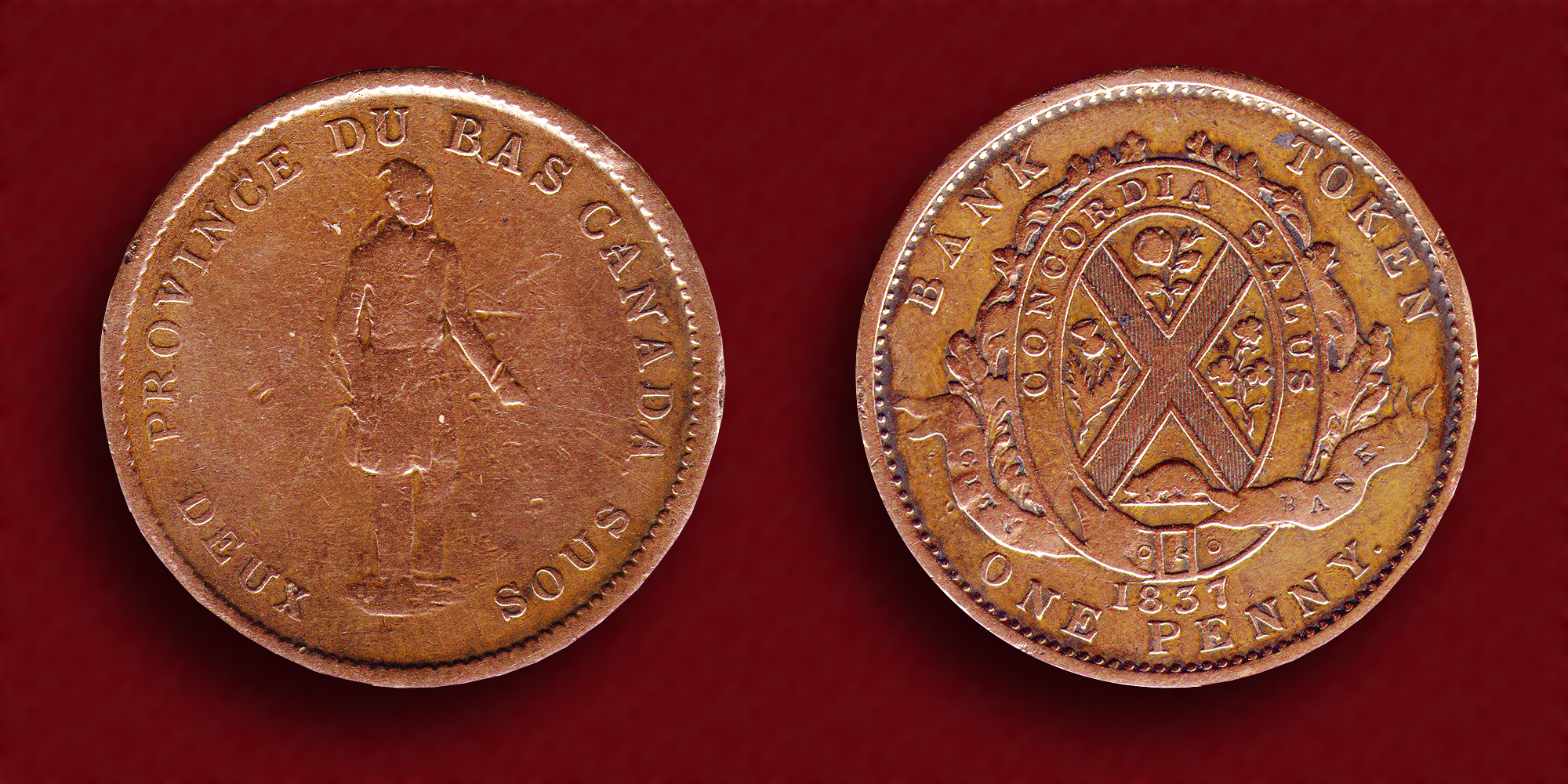
Лицевая и обратная сторона изображения типичного «жетона обитателя», изображающего фигуру жителя, держащего кнут, а на другой стороне букет геральдических цветов, окруженный словами «Сельское хозяйство и коммерция» и «Нижняя Канада».

Жетон местного жителя (Habitant token) — серия токенов номиналом в пенни и полпенни со схожим дизайном и мелкими отличиями в легенде, которые были отчеканены в 1837 году для использования в качестве суррогата разменной монеты в Нижней Канаде для замены чеканившегося ранее «букетного су», где номинал выражался не в британской валюте, а в «су» (1 су = 1/2 пенни). На аверсе изображался франкоканадец в характерной местной зимней одежде, а на реверсе — герб города Монреаля. Токены чеканились несколькими крупными коммерческими банками Монреаля в большом количестве. В настоящее время токены относительно доступны для современных коллекционеров; наиболее распространённые (а также изношенные) разновидности могут стоить от нескольких долларов до нескольких десятков, хотя существуют и довольно редкие и дорогие разновидности.
Известно, что «токены местного жителя» всё ещё использовались более 60 лет после их первоначального выпуска и, как известно из археологических данных, имели хождение также в Верхней Канаде. Эти токены классифицируются канадскими нумизматами как «полукоролевские» (semi-regal), так как они были санкционированы колониальным правительством.

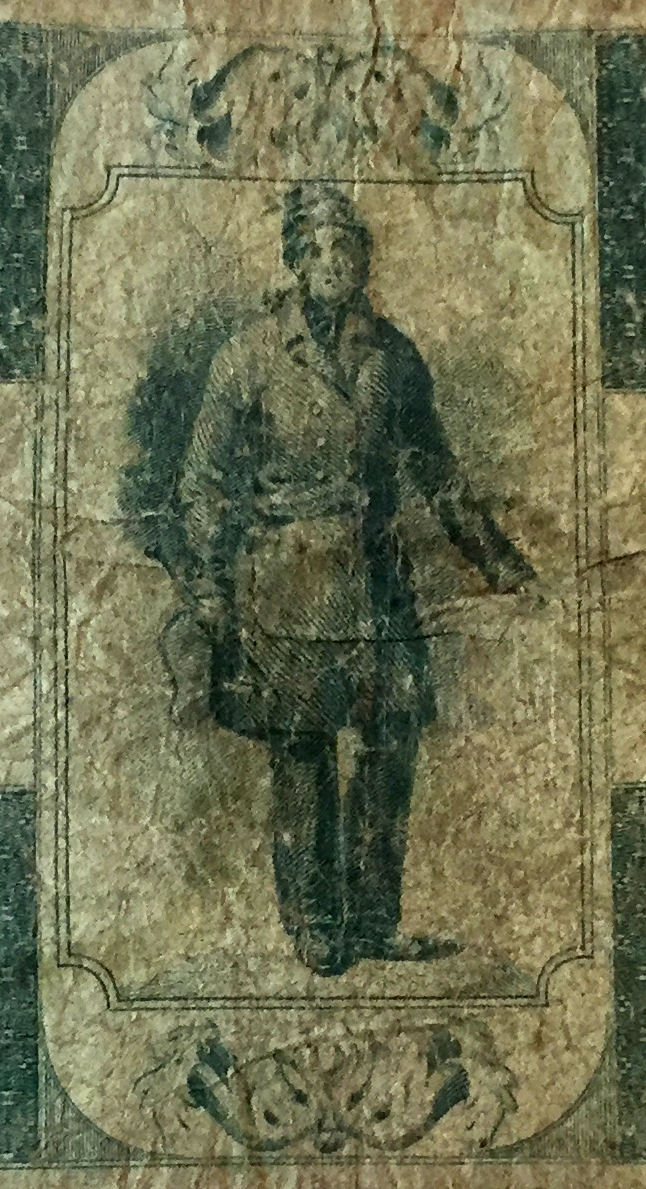
Фрагмент изображения «местного жителя» на оборотной стороне банкноты 1 доллар Канадского банка начала XIX века.

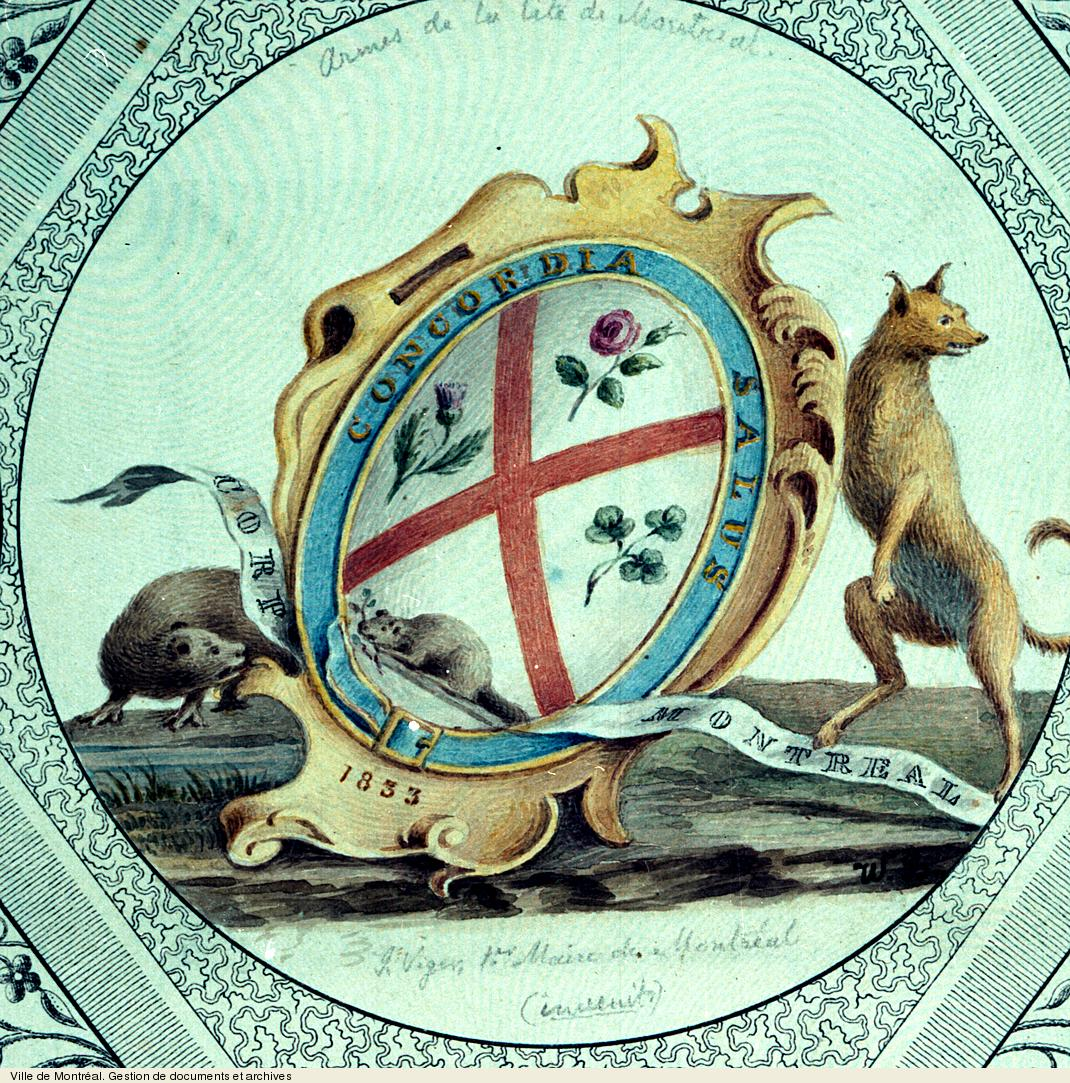
Первый герб (1833 г.) города Монреаль

## Заметки
1. ↑  Faulkner p. 87
2. ↑  Kleeberg p 165—166
3. ↑  Grawey2019 p 12

## Список используемой литературы
- Banning, E. B. (1988). Exploring Canadian Colonial Tokens. Charlton International Inc. ISBN 0-88968-074-4.
- Geoffrey; Bell. Geoffrey Bell Auctions: Presents the Richard Cooper Collection (англ.) // Geoffrey Bell Auctions : journal. — 2015. — 1 October.
- Breton, P. N. (1894). Illustrated History of Coins and Tokens Relating to Canada. P.N. Breton & Co.
- Cross, W. K. (2012). Canadian Colonial Tokens, 8th Edition. The Charlton Press. ISBN 978-0-88968-351-8.
- Courteau, Eugene (1927). The Habitant Tokens of Lower Canada (Province of Quebec). St Jacques.
- Faulkner, Christopher (2017). Coins are Like Songs: The Upper Canada Coppers 1815—1841. Spink. ISBN 9-781907-427718.
- Grawey; Tim. BMO 'Habitant' halfpenny spawns unique varieties (неопр.) // Canadian Coin News. — 2019. — 19 February (т. 56, № 23). — С. 12.
- Heritage World and Ancient Coins: The Doug Robins Collection of Canadian Tokens. Chicago: Heritage Numismatic Auctions, Inc. April 20, 2018.
- Kleeberg, John M. (2009). Numismatic Finds of the Americas an Inventory of American Coin Hoards, Shipwrecks, Single Finds, and Finds in Excavations. American Numismatic Society. ISBN 978-0-89722-311-9. JSTOR 43607140.
- Stanley, W. J. (Bill) (2018). 2019 Breton Tokens. Canadian Wholesale Supply.
- Willey, Robert C. (2011). The Annotated Colonial Coinages of Canada. PetchNet.